# TTE (Unternehmen)

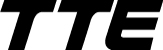
Logo

TTE war der drittgrößte (nach Samsung und LG Electronics) Hersteller von Fernsehern. Zur Produktpalette gehörten alle Arten von Fernsehern, von CRT bis LCD, in allen Preisklassen mit verschiedener Ausstattung. Das Unternehmen wurde 2004 als Joint-Venture des chinesischen Unternehmens TCL und des französischen Unternehmens Thomson gegründet. Allerdings wurden hier auch Fernseher anderer Marken, wie etwa Schneider, hergestellt. Auch dritte Unternehmen bezogen bestimmte Komponenten von TTE.
Ab November 2006 war das deutsche Tochterunternehmen des Joint-Ventures, die TTE Germany GmbH (ehemals SABA), zahlungsunfähig. 2007 sah sich TCL mit dem Vorwurf der Arbeitnehmervertretung konfrontiert, man habe ähnlich wie bei der früheren Siemens-Sparte BenQ Mobile die Zusammenarbeit lediglich genutzt, um das vorhandene Know-how nach China abzuziehen; inzwischen habe man gezielt und überraschend alle Mittelzuflüsse eingestellt. Insolvenz für das Tochterunternehmen wurde bereits angemeldet, das Insolvenzverfahren wurde am 1. Februar 2007 eröffnet.
Im Mai 2007 meldete auch TTE Europe SAS Insolvenz an. Das Unternehmen machte seit seiner Gründung nur Verluste. In den ersten neun Monaten des Jahres 2006 betrug der Verlust 159 Millionen Euro.